# 程鹏 (清朝知县)
程鹏，清朝人，是一名清朝政治人物。
咸丰年间任霞浦县知县，光绪三十二年（1906年）接替赵梦泰任华亭县知县一职，1908年由张鹏翔接任。